# Pac-West Bancorp
Pac-West Bancorp oder PacWest ist eine Regionalbank aus Beverly Hills (Vereinigte Staaten). Unter der Ägide der hundertprozentigen Tochtergesellschaft Pacific Western Bank betreibt das Kreditinstitut in Kalifornien 70 Filialen.
Die Bank geriet im Zuge der Turbulenzen der First Republic Bank in Schwierigkeiten. In der Folge sackte der Aktienkurs zwischen März und Mai 2023 um fast 90 % ab. Der Investor Atlas SP Partners gewährte der Bank zur Stabilisierung eine finanzielle Unterstützung von 1,4 Milliarden US-Dollar.